# Johann Caspar Ulinger
Johann Caspar Ulinger, né le 1er avril 1703 ou le 27 avril 1704 à Herrliberg et mort le 17 juin 1768 à Zurich, est un dessinateur, aquafortiste et graveur sur cuivre suisse. 

## Biographie

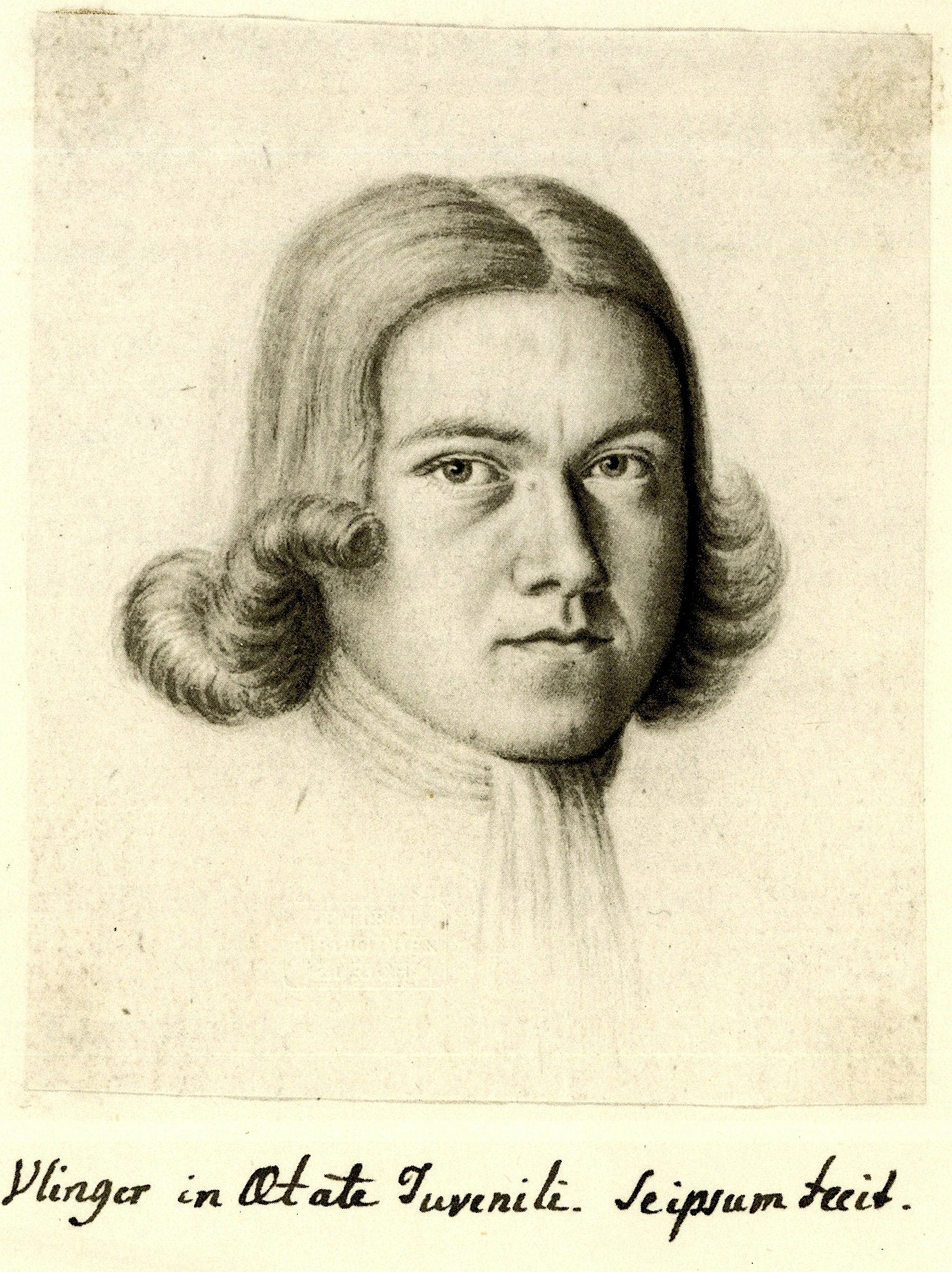
Auportrait en 1732.

Johann Caspar Ulinger naît le 1er avril 1703, ou le 27 avril 1704 à Herrliberg. Il est le deuxième fils du prêtre de Herrliberg Hans Felix Ulinger (1656-1733) et de sa femme Johanna Ulinger née Müller (1670-1741). Il n'existe que quelques sources fiables sur la vie d'Ulinger.
Il est éduqué à Winterthur par Felix Meyer le Jeune (1692-1752). À l'âge de 21 ans, il est un graveur de formation ; une illustration du Weiherschlösschen Hiltalingen près de Bâle est signée Joh. Caspar Ulinger fecit 1724.
À la fin des années 1720, Ulinger semble avoir gagné sa vie comme portraitiste dans différentes cours princières allemandes. En 1730, il vit comme peintre de cour à Dresde à la cour d'Auguste II. Après sa mort en 1733, Ulinger retourne à Zurich, où il passe le reste de sa vie.
Il vit principalement des recettes des cours de dessin qu'il donne occasionnellement. Avec son carnet de croquis, il entreprend sans cesse de longs voyages, souvent avec son chien, en Suisse centrale, dans la région du Col du Saint-Gothard et au lac de Constance. Dans le canton des Grisons, il dessine dans des régions montagneuses éloignées qui n'avaient pratiquement jamais été visitées par un artiste auparavant.
Vers la fin de sa vie, Ulinger aurait été mentalement désorienté ; le marchand zurichois Hans Caspar Ott-Escher (1740-1799), qui possède plusieurs de ses dessins, le décrit comme « brisé à la tête ». Sa maladie fait également échouer les fiançailles prévues avec la fille du boulanger Esther Schinz (1713-1785).
Le célibataire Ulinger meurt le 17 juin 1768 à Zurich,à l'âge de 64 ans à l'hôpital zu Predigern, dernier membre de sa famille, ce qui est documenté à Zurich depuis le XVe siècle[réf. souhaitée].
Le frère aîné d'Ulinger, Hans Jacob (1697-1750), travaille comme pasteur à Genève, Bâle et Heidelberg. Par l'intermédiaire de son arrière-arrière-petite-fille Catharina Klinger née Murer (1625-1695), Ulinger est lié dans l'histoire familiale à Jos Murer (en), le créateur du célèbre Plan Murer, qui a peut-être servi de modèle à Ulinger pour sa veduta de ville.

## Œuvre

### Paysages
Les nombreuses représentations de paysages et de villages d'Ulinger sont stylistiquement similaires aux œuvres de Johann Melchior Füssli (de), dont Ulinger aurait été l'élève. En plus des représentations du lac de Zurich, Ulinger a conservé de nombreuses images d'autres régions du canton et de la ville de Zurich.
En 1740 et 1742, il dessine sept châteaux et demeures pour l'établi David Herrliberger (de) pour son œuvre "Eigentliche Vorstellung der adelichen Schlösser im Zürich Gebieth". Le premier travail daté d'Ulinger date de février 1740 et montre une vue du Rathausbrücke de Zurich avec des tonneliers travaillant sur le Limmatstein. La dernière œuvre datable d'Ulinger est une vue de la Platzspitz vers l'Üetliberg de 1758.
Influencé par ses excursions, Ulinger a rassemblé en douze feuilles un voyage imaginaire de Zurich au lac des Quatre-Cantons en passant par le Rigi, pour remonter le col du Saint-Gothard jusqu'au Rhin antérieur. En 1765, Ulinger les a publiées sous forme de gravures de sa propre main sous le titre Schweizerische PROSPECT vom ORSEREN THAL.
L'essentiel de son œuvre est constitué par les nombreuses feuilles non datées qu'il a ramenées de ses randonnées et excursions. 
Parmi ses œuvres figure une vue générale vers l'est d'Embrach et de son finage, datant du milieu du XVIIIe siècle et réalisée à la plume et au lavis.

Paysages
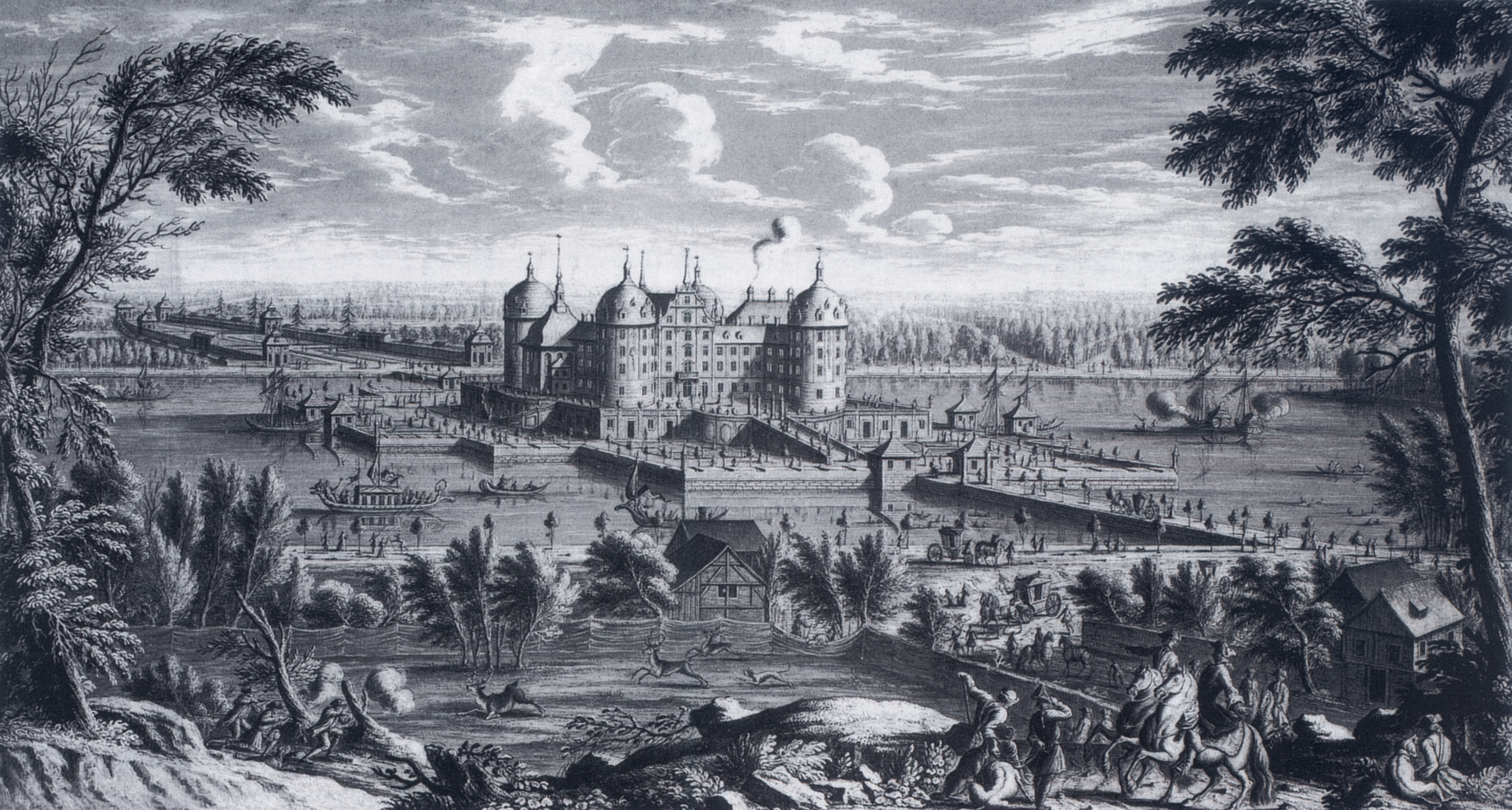
Château de Moritzburg, 1733.
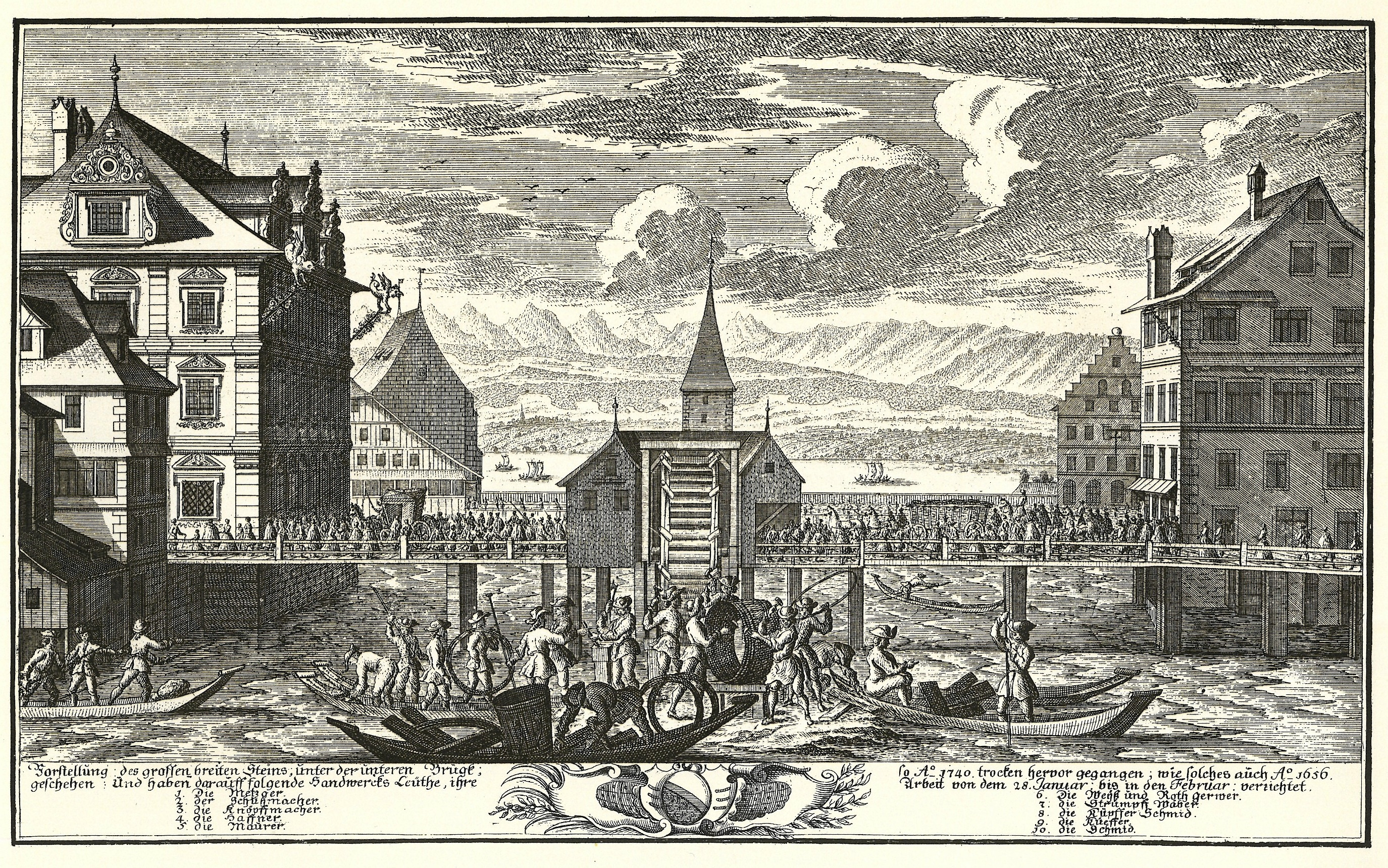
Zürcher Rathausbrücke, 1740: Küfer arbeiten auf dem Limmatstein an einem grossen Fass
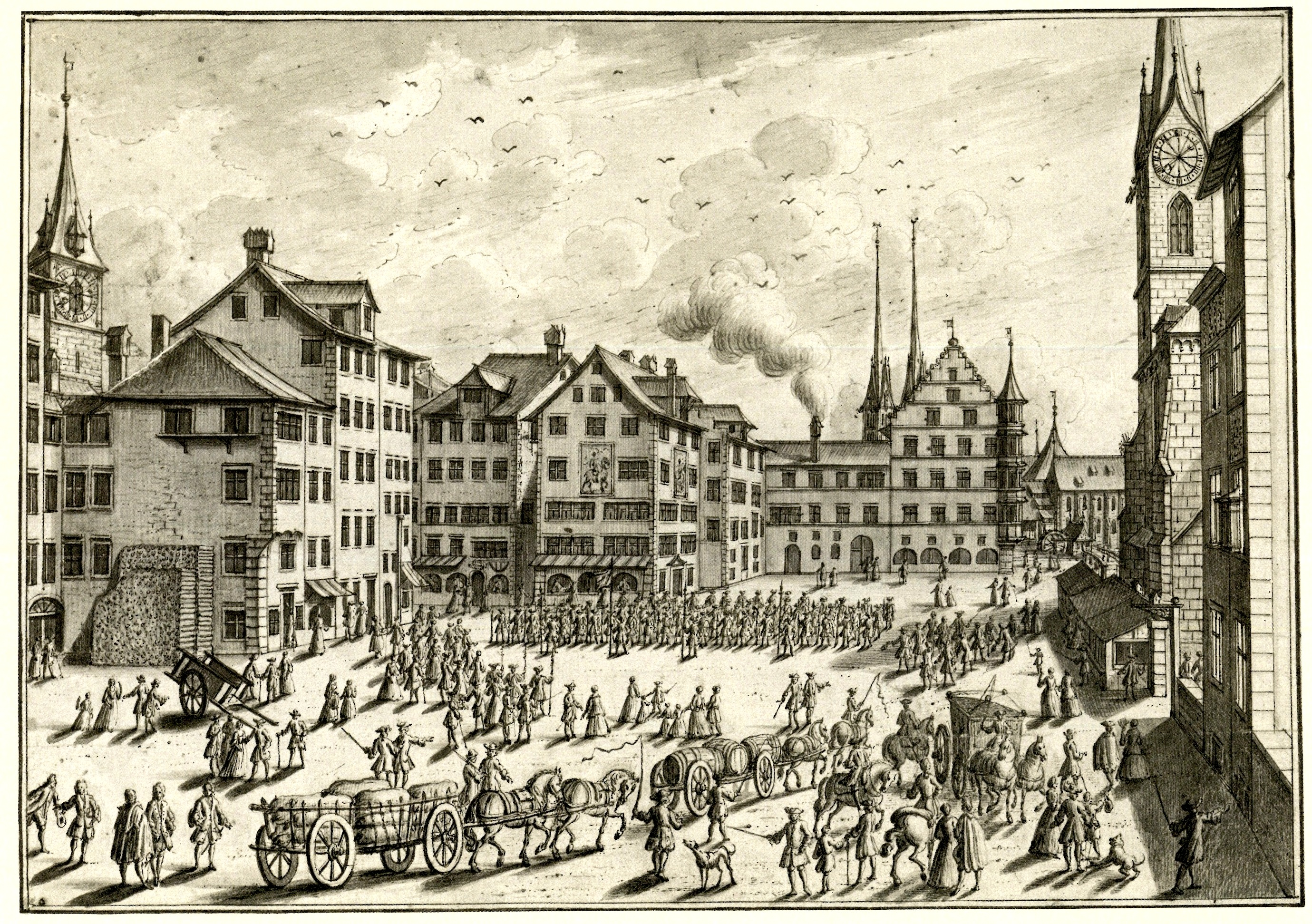
Place Münsterhof à Zürich en 1748.
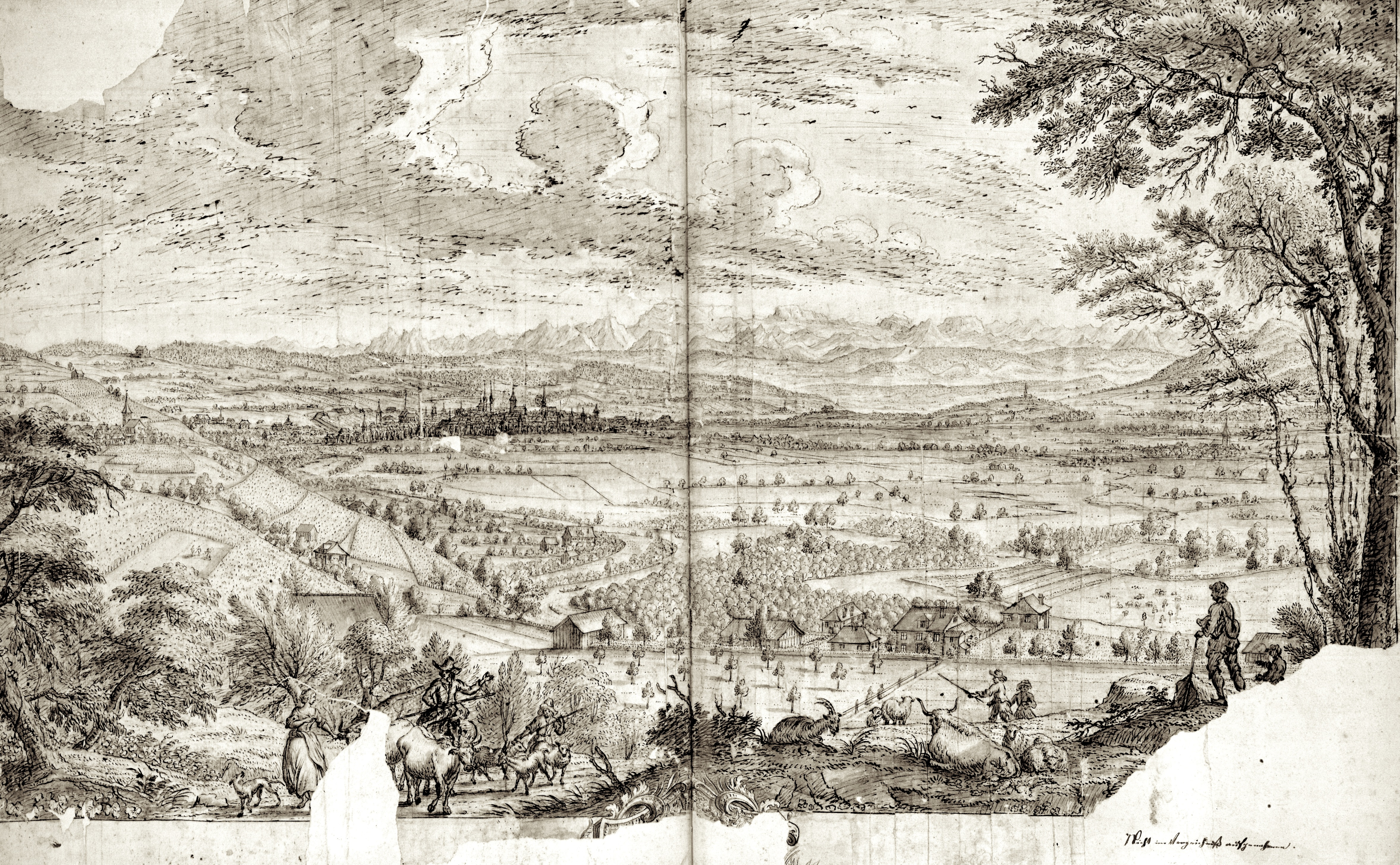
Vue de Zurich depuis le nord-ouest en 1760.

### Planvedute de la ville de Zurich

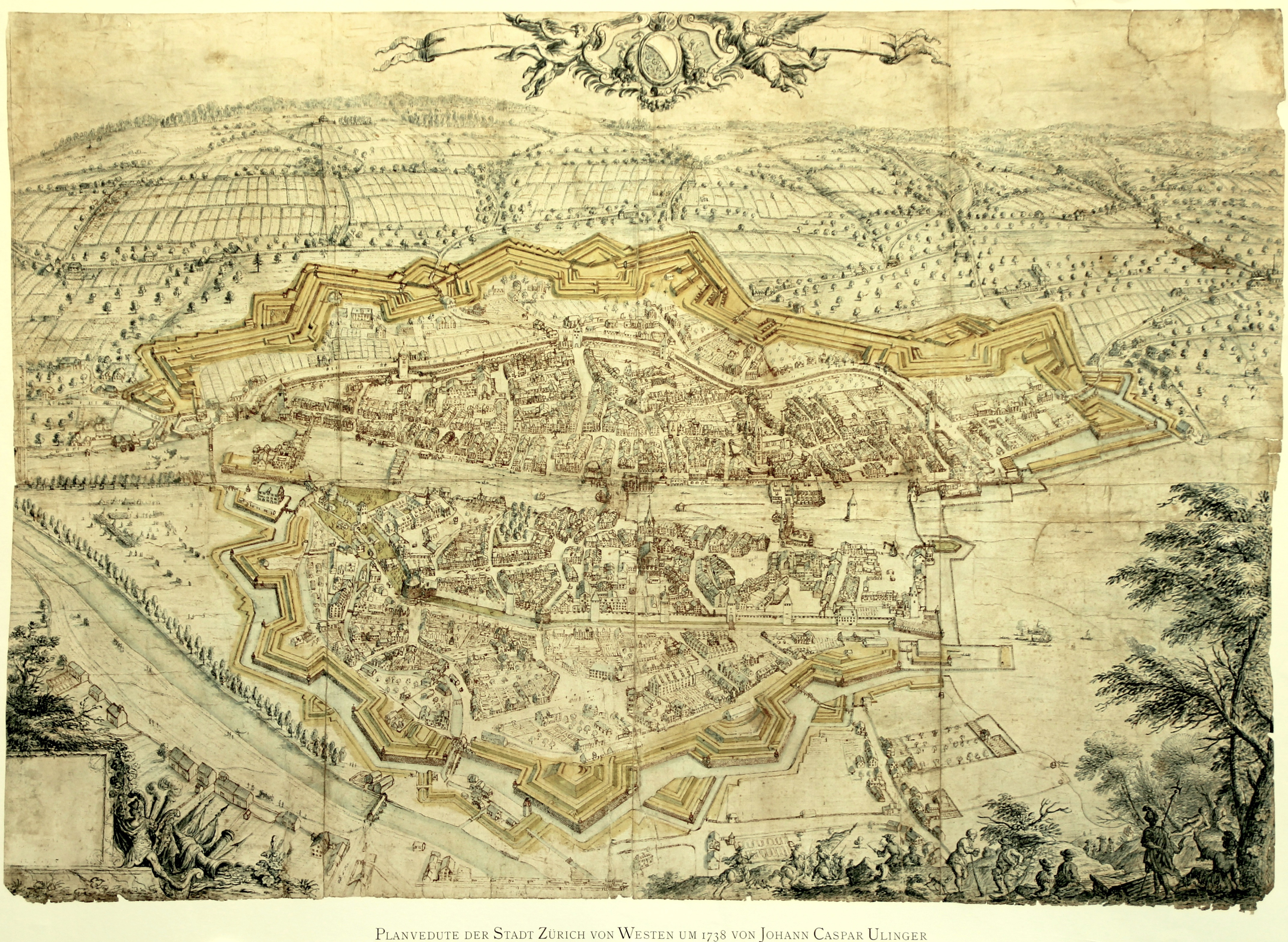
Planvedute der Stadt Zürich.

La plus grande œuvre d'Ulingen, une vue de la ville de Zurich depuis l'ouest vers 1738, se compose de huit feuilles de papier faites à la main, qui forment ensemble une surface de 101 centimètres de haut et 142,5 centimètres de large. Le client et la destination ne sont pas connus. Certains passages qui n'ont été que partiellement édités, comme le champ vide en bas à gauche, montrent que la veduta est restée inachevée. Le modèle géométrique de la veduta, construit avec un compas et une règle, provient probablement soit du mathématicien et officier d'artillerie Hans Heinrich Vogel (1671-1753), soit de l'ingénieur Hans Heinrich Albertin (1713-1790).
Ulinger a conçu son travail avec différents moyens techniques : Les bâtiments à l'intérieur des redoutes sont dessinés à la plume marron, les remparts eux-mêmes avec le pinceau en olive clair, ainsi que la partie inférieure du fossé des grenouilles et les prairies près du monastère d'Oetenbach. Le paysage à l'extérieur de la ville, les arbres du Lindenhof et les vagues de la Sihl sont dessinés à la plume brun foncé ou gris-noir, puis lavés au pinceau en gris-bleu.
Sa vision de la ville animait Ulinger de façon légère et sommaire avec de nombreuses petites scènes. À gauche, des gens font de l'exercice et tirent sur la Schützenplatz, à peu près là où se trouve aujourd'hui la gare centrale. Plusieurs navires glissent sur la Sihl et la Limmat et, à droite, les navires de guerre Seahorse et Neptune viennent de partir. Seules quelques personnes sont représentées.
L'éclairage vient de la droite, c'est l'heure du déjeuner. Grâce à l'ombrage des bâtiments et aux ombres projetées par les nombreux arbres, Ulinger parvient à une grande plasticité de son regard et à une tension vivifiante entre la vue et le plan du sol. En bas à droite, à droite du cavalier qui s'approche, Ulinger s'est représenté comme un dessinateur assis.
En raison de certains bâtiments remarquables dont l'histoire de la construction est connue, l'époque d'origine de la veduta peut être déterminée avec précision : Il a été créé au plus tôt en 1736, au plus tard en 1739. Au printemps 1979, l'original, fragile et légèrement endommagé, a été transféré sur une toile de coton recouverte de papier. 

Vues détaillées
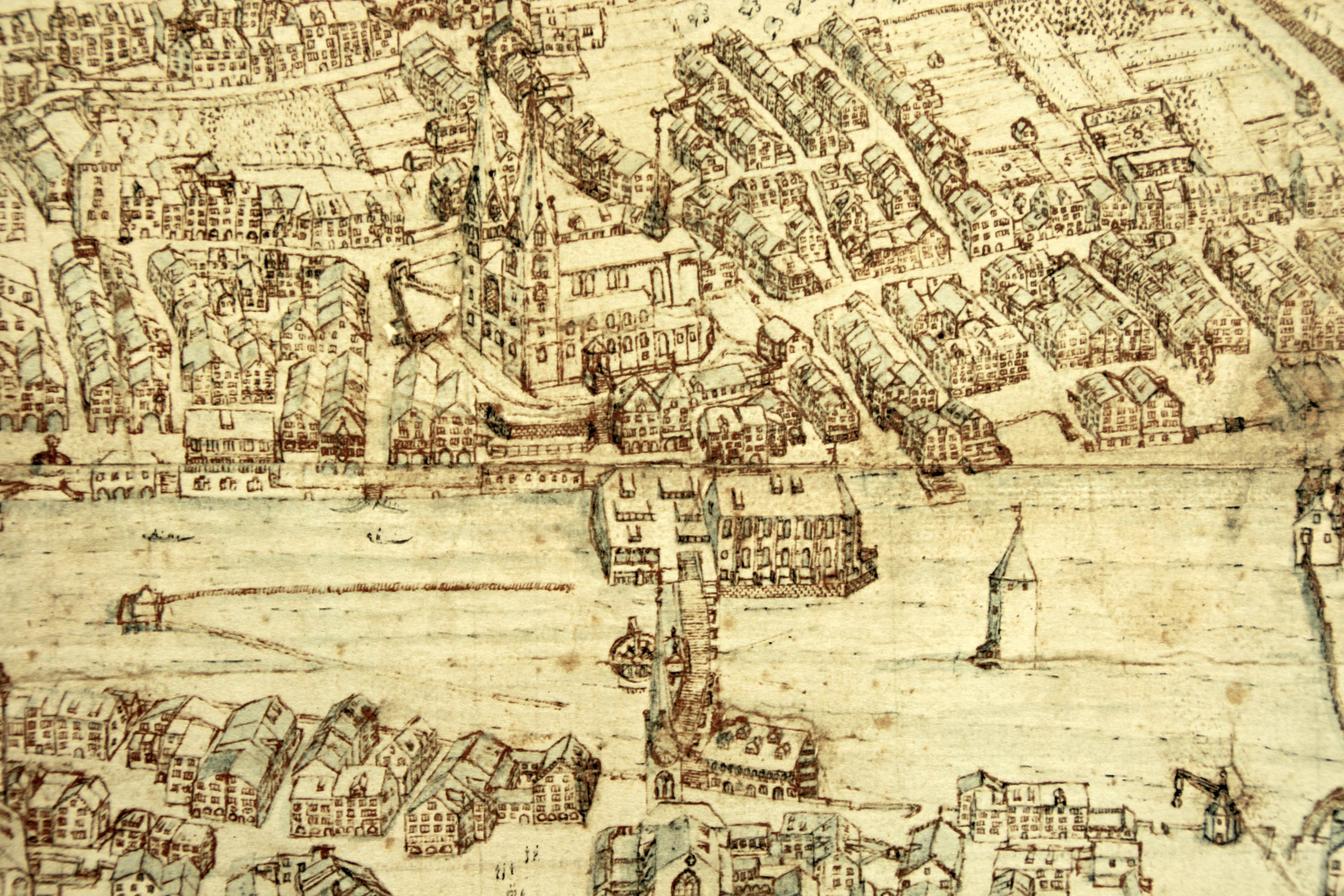
Grossmünster et Wasserkirche.
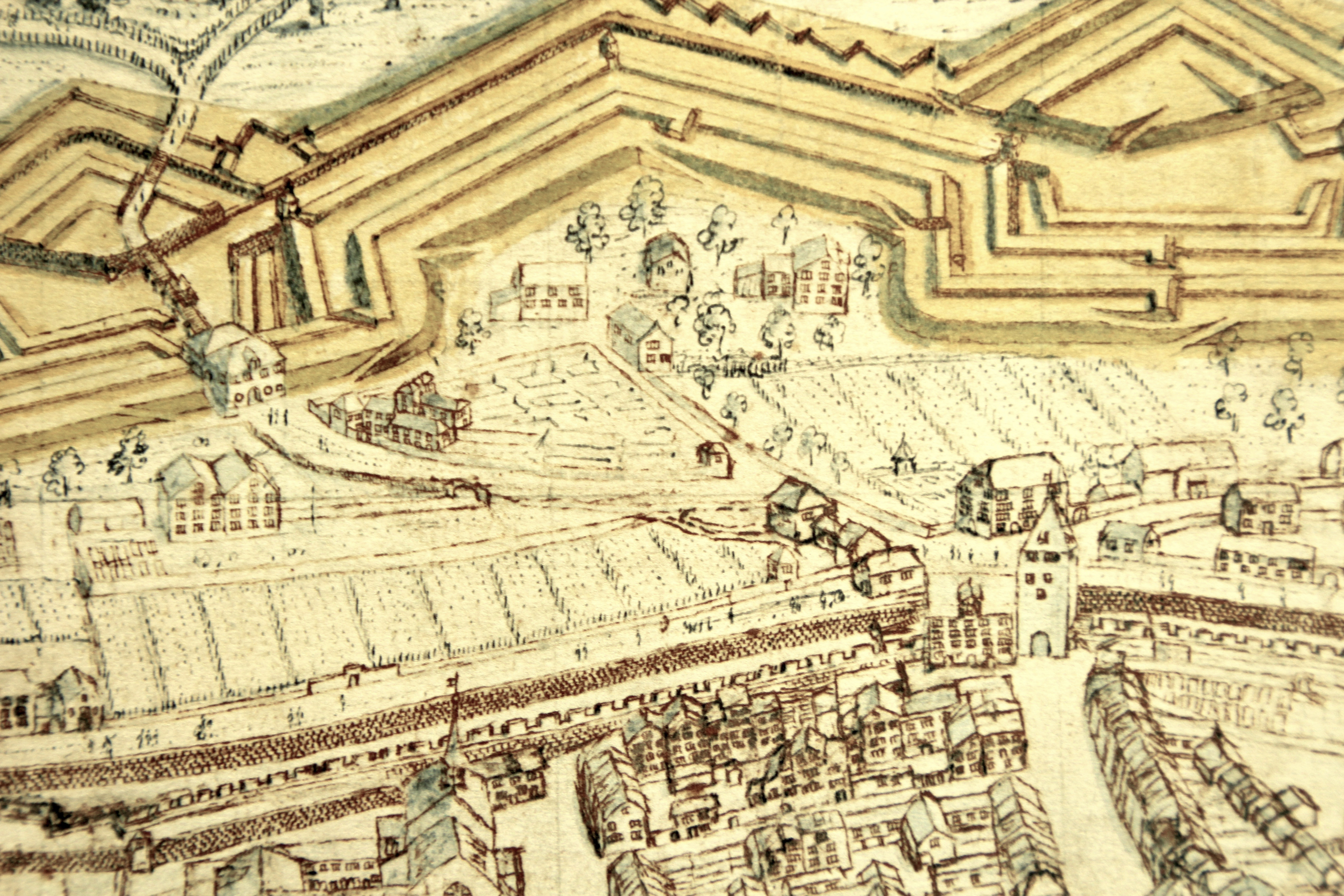
Halseisengasse mit Kronenporte (links) und Neumarkttor
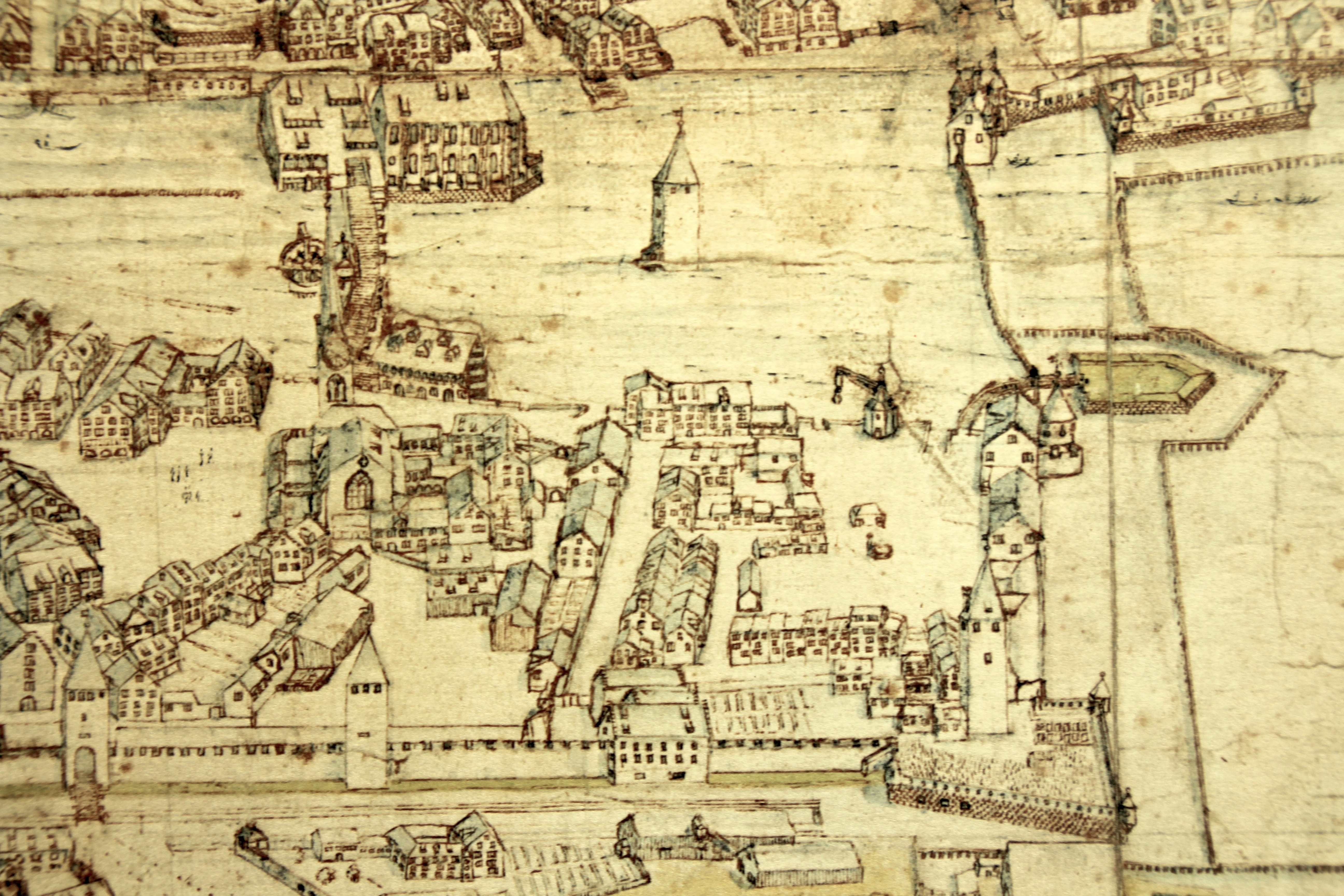
Kratzquartier
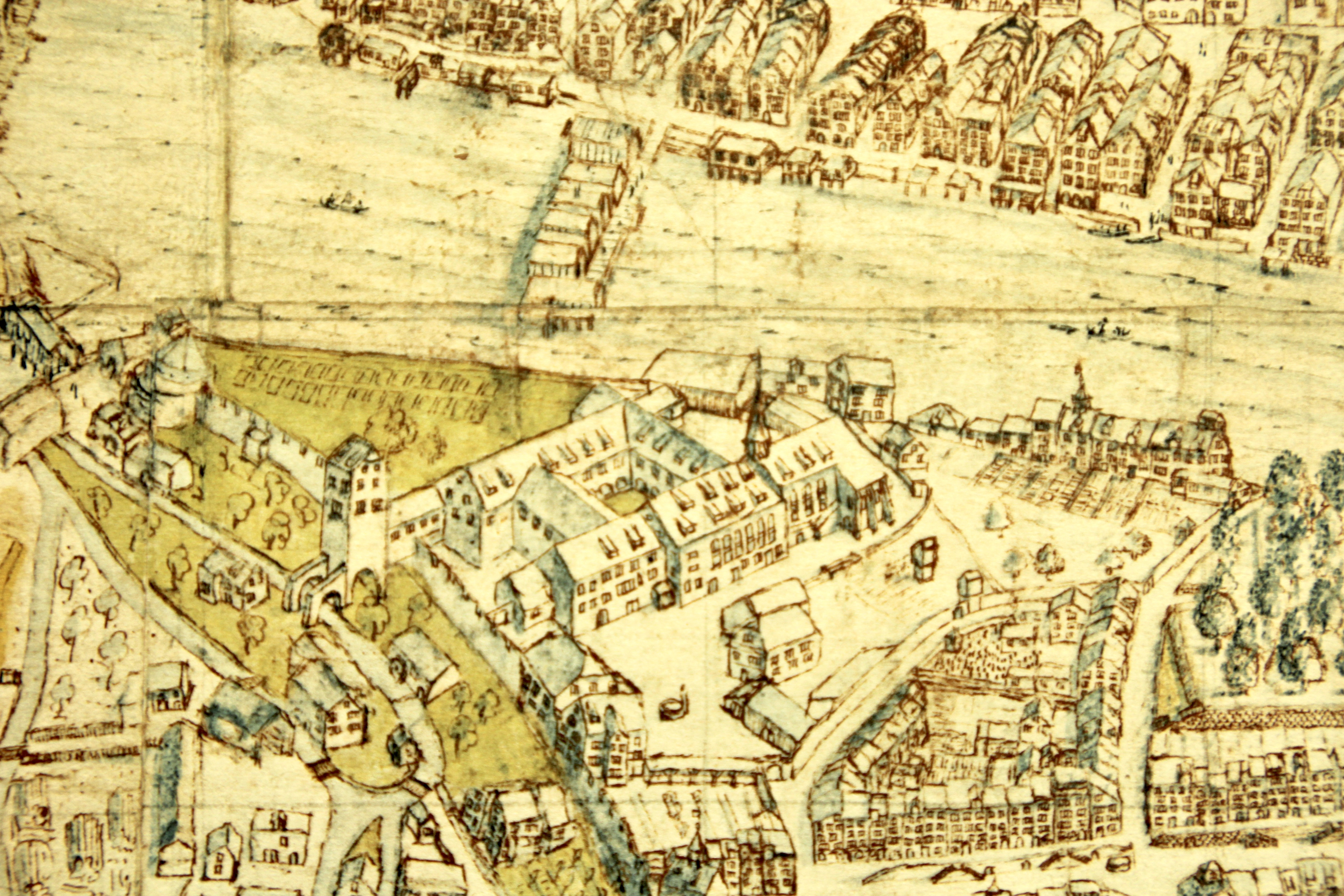
Kloster Oetenbach
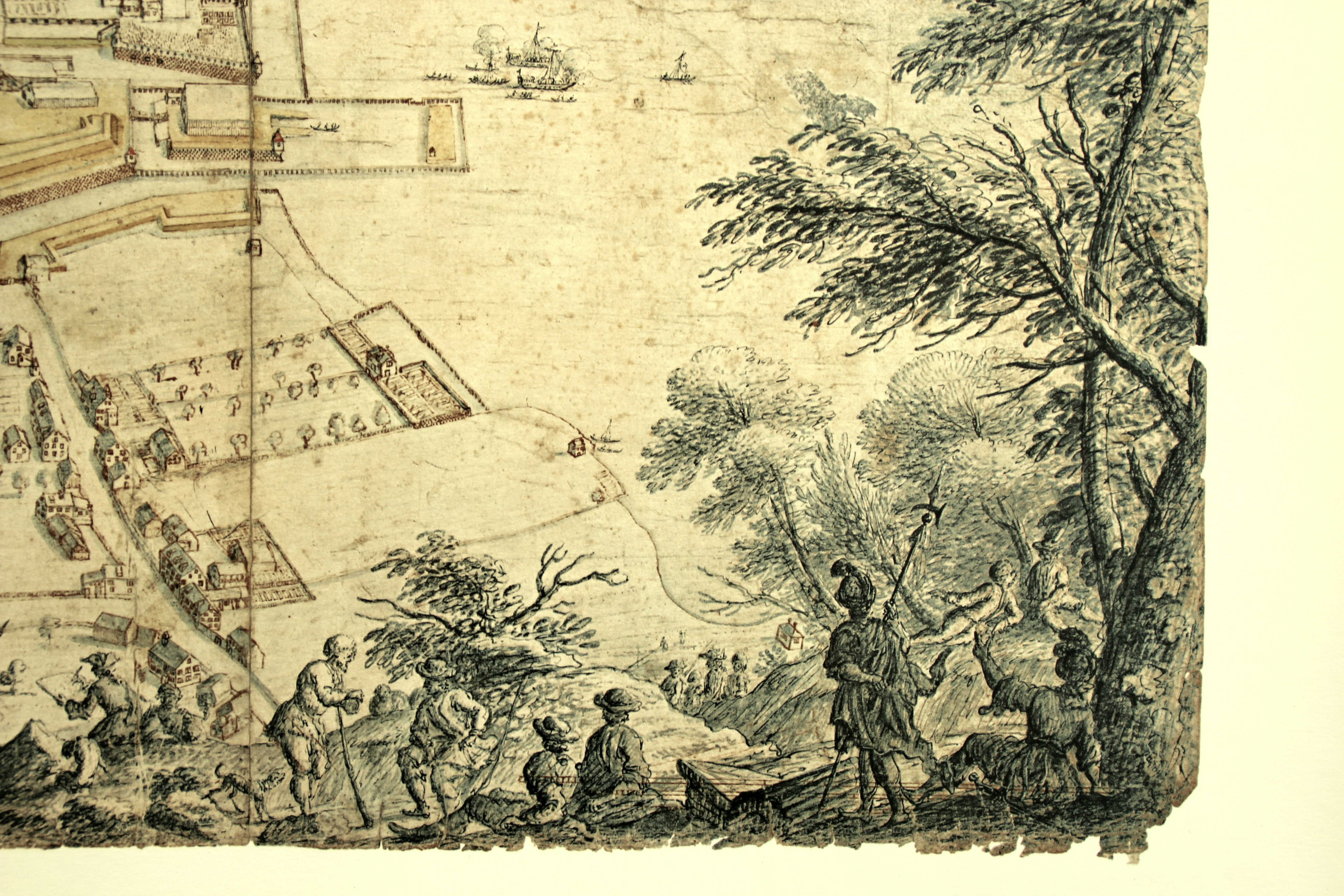
rechte untere Ecke. Links der Zeichner Ulinger

## Analyse critique
Hans Caspar Ott-Escher a décrit Ulinger comme un « bon dessinateur, surtout dans les paysages », mais un « graveur médiocre ». Il est frappant de constater qu'Ulinger n'a pas dessiné une seule page du Nouvel An à Zurich, contrairement à ses contemporains Johann Melchior Füssli, Johannes Lochmann, David Herrliberger ou Johann Balthasar Bullinger, qui ont accompli cette tâche à plusieurs reprises. Il est probable que l'étranger Ulinger n'a jamais été pris en considération pour cette tâche en raison de son savoir-faire limité.
Ulinger est probablement resté un solitaire en raison de sa nature solitaire et a été rapidement oublié après sa mort.